# Crawdad Festival
Das Crawdad Festival ist ein Fest, das seit 1986 in Isleton, Kalifornien stattfindet. Es findet jedes Jahr am Vatertagwochenende statt und dauert drei Tage. Das Fest wird jedes Jahr von rund 75.000 Besuchern besucht, die an diesem Fest Krebse (engl. crawdad = Flusskrebs) essen. Bands, die vorwiegend Jazz, Blues und Cajun spielen, sorgen für Unterhaltung.